# Невероятната съдба на Амели Пулен
„Невероятната съдба на Амели Пулен“ (на френски: Le Fabuleux Destin d'Amélie Poulain, в буквален превод Приказната съдба на Амели Пулен) е френско-германска филмова копродукция, романтична комедия от 2001 г.
Режисирана е от Жан-Пиер Жьоне, който е и съсценарист заедно с Гийом Лоран. Филмът има 5 номинации за Оскар, и печели 4 награди Сезар, Европейската филмова награда за най-добър филм и 2 награди на БАФТА.
Премиерата му във Франция, Германия, Белгия и други европейски страни е през април 2001 г., а в България – през ноември 2002 г.

## Сюжет
Внимание:  Текстът по-долу разкрива сюжета на произведението (или части от него)!
„Невероятната съдба на Амели Пулен“ разказва историята на Амели – момиче, което расте изолирано от другите деца, заради погрешното схващане на баща си, необщителният доктор Рафаел Пулен, че дъщеря му страда от проблеми със сърцето (недоразумение, дължащо се на факта, че в редките мигове на близост между тях по време на медицинските прегледи, сърцето на Амели се разтуптява от вълнение). Амели е още малка, когато майка ѝ, също толкова невротична като бащата, умира, след като самоубийца скача от покрива на катедралата Монмартр и се приземява върху нея. Нещастието кара бащата на Амели да се затвори още повече в себе си и да се посвети на изграждането на ексцентричен мемориал на своята съпруга. Оставена сама на себе си, Амели развива необикновено буйна фантазия.
Когато пораства, става сервитьорка в малкото кафене „Двете вятърни мелници“ в Монмартр, чиято собственичка е бивша циркова артистка. И персоналът, и редовните посетители на кафенето са все ексцентрични персони.
На 22 години, животът на Амели е простичък: отхвърлила презрително романтичните взаимоотношения вследствие няколко неуспешни връзки, тя се е отдала на простички удоволствия в живота като това да разчупва с лъжичка на коричката на крема брюле, да се разхожда из слънчев Париж, да прави „жабки“ с плоски камъчета във водата на канала Сен Мартен и да се опитва да познае колко двойки в града получават оргазъм точно в този миг („Петнайсет!“, съобщава на камерата).
Животът ѝ се преобръща в деня, когато загива принцеса Даяна. Иззад една хлабаво поставена плочка в банята Амели открива стара метална кутия с дребни сувенири от детството на момче, живяло в нейния апартамент преди десетилетия. Очарована от откритието си, Амели взема решение да открие порасналия вече мъж и да му върне кутията, като сключва със себе си сделка: ако успее да го направи щастлив, да посвети живота си на правене на добрини.
Амели се среща със самотния си съсед, художника Реймон Дюфайел, който в продължение на много време прерисува една картина на Реноар. Заради крехките си кости, Дюфайел е наричан от съседите си Стъкления човек. Точно с негова помощ Амели открива следите на предишния наемател и нагласява нещата така, че когато веднъж той минава край една телефонна кабина, отвътре се разнася звън, изненаданият човек влиза в кабината и е още по-удивен да открие там кутията от детството си. Амели наблюдава всичко от близкия локал, откъдето е позвънила в кабината, и като вижда радостта, която доставя на човека, окончателно решава да се отдаде на това да прави другите щастливи. С помощта на джуджето в градината на баща си и една своя приятелка стюардеса, Амели успява да го накара да сбъдне мечтата си да пътува по света; помага на своя колежка в кафенето и един от редовните им клиенти да се съберат; стопля душата на портиерката на сградата, в която живее; съзаклятничи с Люсиен, момчето, което работи за грубиянина г-н Колиньон, съдържател на павилиончето за плодове и зеленчуци и доставя храна на художника Дюфайел, Стъкления човек.
И все пак, докато Амели се грижи за щастието на околните, никой не се грижи за нейното. Тя проглежда за самотата в собствения си живот, след като се запознава с Нино Кенкампоа, млад мъж, особняк, който събира захвърлени снимки от будки за моментални паспортни снимки и в когото тя се влюбва. Въпреки че успява да го заинтригува по заобиколни пътища, Амели е болезнено срамежлива и неспособна да го доближи. Приятелската помощ от Стъкления човек обаче я научава да се бори за собственото си щастие, дори когато го раздава с пълни шепи на приятелите и близките си.